# Muharrem Bajraktari
Muharrem Bajraktari, född den 15 maj 1896 i Kukës i Albanien, död den 1 januari 1989 i Bryssel i Belgien, var en albansk stamledare, högre tjänsteman och militär ledare.
1919 lierade sig Muharrem Bajraktari  med Ahmet Zogu. I juni 1924 avsattes han av Bajram Curri och deltog i Ahmet Zogus framgångsrika statskupp samma år. Han fängslade medlemmar i Demokratiska revolutionen som inte hann fly landet och blev senare polischef i nordöstra delen av landet. Han jagade rebeller i Dukagjini-regionen 1926 och blev 1929 högste kommendör för gendarmeriet. 1931 blev han aide-de-camp för Ahmet Zogu. I december 1936 revolterade Bajraktari mot italienskt inflytande och flydde till Jugoslavien och sedan till Frankrike. Han återvände till Albanien 1939 och ledde en albansk gerilla på 1 000 män och tog del i kriget till slutet av den tyska ockupationen. Han flydde till bergen när kommunisterna tog över landet 1944 och flydde sedan till Italien. I kommittén för Albaniens befrielse, en organisation vars syfte var att bringa kommunistregimen i Albanien på fall och som hade sitt huvudsäte i Rom var han aktiv, dock som en icke-medlem. Bajraktari flyttade senare till Aten och 1957 till Bryssel där han på sin ålders höst avled.